# Hentschelit
Hentschelit ist ein selten vorkommendes Mineral aus der Mineralklasse der „Phosphate, Arsenate und Vanadate“ mit der chemischen Zusammensetzung CuFe3+2[(OH)2|(PO4)2] und damit chemisch gesehen ein Kupfer-Eisen-Phosphat mit zusätzlichen Hydroxidionen.
Hentschelit kristallisiert im monoklinen Kristallsystem und entwickelt keilförmige Kristalle bis etwa einen Millimeter Größe mit einem glasähnlichen Glanz auf den Oberflächen. Oft finden sich auch Kontaktzwillinge. Die durchscheinenden Kristalle sind von dunkelgrüner bis grünlichschwarzer Farbe und hinterlassen auf der Strichtafel einen blass- bzw. lichtgrünen Strich.

## Etymologie und Geschichte
Erstmals entdeckt wurde Hentschelit zusammen mit Reichenbachit 1984 von Klaus Petitjean in einer verkieselten Baryt-Ader bei Reichenbach (Lautertal) im Odenwald in Südhessen. Analysiert und erstbeschrieben wurde das Mineral von Norbert H. W. Sieber, Ekkehart Tillmanns und Olaf Medenbach, die es nach dem deutschen Mineralogen und Petrologen Gerhard Hentschel (* 1930) benannten.
Sieber, Tillmanns und Medenbach sandten ihre Untersuchungsergebnisse und den gewählten Namen 1985 zur Prüfung an die International Mineralogical Association (interne Eingangs-Nr. der IMA: 1985-057), die den Hentschelit als eigenständige Mineralart anerkannte. Die Publikation der Erstbeschreibung erfolgte 1987 im englischsprachigen Fachmagazin American Mineralogist. Die ebenfalls von der IMA anerkannte Kurzbezeichnung (auch Mineral-Symbol) lautet „Hsl“.
Als Typlokalität wird von verschiedenen Quellen der von der Erstbeschreibung abweichende, sogenannte „Fundpunkt 20.0“ in einem aufgelassenen Steinbruch am Katzenstein bei Raidelbach rund 3 km westlich von Reichenbach angegeben.
Das Typmaterial des Minerals (Cotyp) wird im Naturhistorischen Museum (NHM) in Mainz und im Mineralogischen Museum (MMU) der Universität Würzburg aufbewahrt, wobei allerdings die Sammlungs-Nummer nicht dokumentiert ist.

## Klassifikation
Da der Hentschelit erst 1985 als eigenständiges Mineral anerkannt wurde, ist er in der seit 1977 veralteten 8. Auflage der Mineralsystematik nach Strunz noch nicht verzeichnet.
Im zuletzt 2018 überarbeiteten und aktualisierten Lapis-Mineralienverzeichnis nach Stefan Weiß, das sich aus Rücksicht auf private Sammler und institutionelle Sammlungen noch nach dieser alten Form der Systematik von Karl Hugo Strunz richtet, erhielt das Mineral die System- und Mineral-Nr. VII/B.08-50. In der „Lapis-Systematik“ entspricht dies der Klasse der „Phosphate, Arsenate und Vanadate“ und dort der Abteilung „Wasserfreie Phosphate, mit fremden Anionen F,Cl,O,OH“, wo Hentschelit zusammen mit Barbosalith, Lazulith, Lipscombit, Richellit, Scorzalith, Trolleit, Wilhelmkleinit und Zinklipscombit die die „Lazulithgruppe“ mit der System-Nr. VII/B.08 bildet.
Die von der International Mineralogical Association (IMA) zuletzt 2009 aktualisierte 9. Auflage der Strunz’schen Mineralsystematik ordnet den Hentschelit ebenfalls in die Abteilung der „Phosphate usw. mit zusätzlichen Anionen; ohne H2O“ ein. Diese ist allerdings weiter unterteilt nach der relativen Größe der beteiligten Kationen und dem Stoffmengenverhältnis der zusätzlichen Anionen (OH usw.) zum Phosphat-, Arsenat- bzw. Vanadatkomplex (RO4), so dass das Mineral entsprechend seiner Zusammensetzung in der Unterabteilung „Mit ausschließlich mittelgroßen Kationen; (OH usw.) : RO4 ≤ 1 : 1“ zu finden ist, wo es zusammen mit Barbosalith, Lazulith, Scorzalith und Wilhelmkleinit ebenfalls die „Lazulithgruppe“ mit der System-Nr. 8.BB.40 bildet.
Auch die vorwiegend im englischen Sprachraum gebräuchliche Systematik der Minerale nach Dana ordnet den Hentschelit in die Klasse der „Phosphate, Arsenate und Vanadate“ und dort in die Abteilung der „Wasserfreie Phosphate etc., mit Hydroxyl oder Halogen“ ein. Auch hier ist er zusammen mit Barbosalith, Lazulith und Scorzalith in der „Lazulithgruppe“ mit der System-Nr. 41.10.01 innerhalb der Unterabteilung „Wasserfreie Phosphate etc., mit Hydroxyl oder Halogen mit (A2+B2+)3(XO4)2Zq“ zu finden.

## Chemismus
In der idealen (theoretischen) Zusammensetzung von Hentschelit (CuFe3+2(PO4)2(OH)2) besteht das Mineral im Verhältnis aus einem Kupfer- (Cu2+) und zwei Eisen-Kationen (Fe3+) sowie je zwei Phosphat- (PO4)3− und Hydroxid-Anionen (OH)−. Dies entspricht einem Massenanteil (Gewichtsprozent) von 15,92 Gew.-% Cu, 27,98 Gew.-% Fe, 15,52 Gew.-% P, 40,08 Gew.-% O und 0,50 Gew.-% H oder in der Oxidform 19,93 Gew.-% Kupfer(II)-oxid (CuO), 40,00 Gew.-% Eisen(III)-oxid (Fe2O3), 35,56 Gew.-% Phosphorpentoxid (P2O5) und 4,51 Gew.-% H2O.
Die Analyse des Typmaterials mithilfe von 10 wellenlängendispersiven Messungen mit der Mikrosonde ergab dagegen eine leicht abweichende Zusammensetzung von 19,89 Gew.-% CuO, 36,37 Gew.-% Fe2O3, 33,24 Gew.-% P2O5 und 4,40 Gew.-% H2O sowie zusätzliche Fremdbeimengungen von 2,11 Gew.-% Arsen(III)-oxid (As2O3), 1,52 Gew.-% Aluminiumoxid (Al2O3) und 0,03 Gew.-% Siliciumdioxid (SiO2).
Auf der Grundlage von 18 negativen Ladungen wurde aus den ermittelten Massenanteilen die empirische Zusammensetzung Cu1,03(Fe1,87Al0,12)Σ1,99(P1,92As0,08)Σ2,00O8(OH)2 berechnet und zur eingangs erwähnten Formel idealisiert.

## Kristallstruktur
Hentschelit kristallisiert in der monoklinen Raumgruppe P21/n (Raumgruppen-Nr. 14, Stellung 2) mit den Gitterparametern a = 6,98 Å; b = 7,79 Å; c = 7,27 Å und β = 117,7° sowie zwei Formeleinheiten pro Elementarzelle.
Die Kristallstruktur von Hentschelit besteht aus Koordinationspolyedern in Form von unregelmäßigen Kupfer- und Eisen-Oktaedern, die 6-fach von Sauerstoff umgeben (koordiniert) sind. Die Eisen- und Kupfer-Oktaeder sind parallel der Ebene a–b über gemeinsame Flächen zu Trimeren in der Form Fe–Cu–Fe verbunden und bilden jeweils eine Baugruppe. Durch gemeinsam genutzte „Sauerstoff-Ecken“ sind diese Trimere einerseits miteinander und andererseits mit den PO4-Tetraedern zu einem dreidimensionalen Gerüst verknüpft.
| Kristallstruktur von Hentschelit |
| --- |
| - mit Blickrichtung parallel zur a-Achse - mit Blickrichtung parallel zur b-Achse - mit Blickrichtung senkrecht zur Ebene a–b - räumliche Darstellung in der kristallographischen Standardausrichtung - als Polyeder-Modell mit Blickrichtung parallel zur Ebene a–b - größerer Struktur-Ausschnitt als Polyeder-Modell |
| Farblegende: 0 _ Cu 0 _ Fe 0 _ P 0 _ O |

## Bildung und Fundorte
Hentschelit bildet sich sekundär in oxidierten Kupferlagerstätten. Als Begleitminerale können unter anderem Baryt, Beudantit, Chalkosiderit, Cuprit, Goethit, gediegen Kupfer, Lipscombit, Malachit, Metatorbernit, Mimetesit, Phosphogartrellit, Phosphosiderit, Quarz und Rockbridgeit auftreten.
Als seltene Mineralbildung konnte Hentschelit nur an wenigen Orten nachgewiesen werden, wobei weltweit bisher rund 20 Fundstätten dokumentiert sind (Stand 2023). In Deutschland fand sich das Mineral außer bei Reichenbach (Lautertal), genauer am Hügel Borstein (Fundpunkt 14) und am Hohenstein (Fundpunkte 14.0, 15.1 und 16.1) sowie am „Fundpunkt 20.0“ im Steinbruch am Katzenstein bei Raidelbach und in einem verkieselten Baryt-Gang am Bergweg nahe Gadernheim in Hessen und in der Grube Clara bei Oberwolfach in Baden-Württemberg.
Innerhalb von Europa fand sich Hentschelit noch im aufgelassenen Tagebau bzw. Steinbruch „Huberstock“ (Hubský peň) bei Krásno nad Teplou (kurz Krásno, deutsch Schönfeld) im Okres Sokolov (deutsch Falkenau) in Tschechien, im Steinbruch „Beauvoir“, der Grube „L’Eperon-West“ sowie den Gängen „Le Mazet“ und „Ste Barbe“ bei Échassières in der französischen Region Auvergne-Rhône-Alpes, in einer alten Kupfer-Lagerstätte bei Miedzianka in der Gemeinde Gmina Chęciny (Woiwodschaft Heiligkreuz) in Polen, in den pegmatitischen Graniten der Gruben „Bendada“ nahe dem gleichnamigen Ort im portugiesischen Kreis Sabugal und in den Gruben „Phoenix United“ und „Gunheath China“ in der englischen Grafschaft Cornwall im Vereinigten Königreich.
Weitere Fundorte liegen unter anderem in Argentinien, Australien, Brasilien und den Vereinigten Staaten von Amerika (Nevada).